# Viktor Wuganigg
Viktor Wuganigg (* 5. Jänner 1914 in Wießenthal an der Neiße, Nordböhmen; † 10. Mai 2009 in Weiz, Steiermark) war ein österreichischer Politiker (SPÖ) und langjähriger Abgeordneter zum österreichischen Nationalrat.

## Karriere
Nach der Pflichtschule besuchte Wuganigg die Gewerbeschule und absolvierte die Ingenieurfernschule und ein Seminar an der Universität Chicago. Sein erlernter Beruf war Schlosser. Er arbeitete auch als Schweißer, Elektrowickler, technischer Kalkulant und Betriebsassistent bei den ELIN-Werken in Weiz.
1934 wurde er aus politischen Gründen inhaftiert. Sein politisches Engagement begann er als Bildungsreferent und Kulturreferent. In Weiz war er Mitglied des Gemeinderates der Stadt Weiz von 1950 bis 1979 sowie Klubobmann der Sozialistischen Gemeinderatsfraktion. Er stand der SPÖ Weiz als Bezirksparteivorsitzender vor und war von 1965 bis 1970 Abgeordneter zum Steiermärkischen Landtag. Zwischen dem 31. März 1970 und dem 4. Juni 1979 war er Abgeordneter zum österreichischen Nationalrat.

## Auszeichnungen
- Ehrenring der Stadt Weiz
- Viktor-Adler-Plakette
- Otto-Bauer-Medaille